# (2608) Seneca

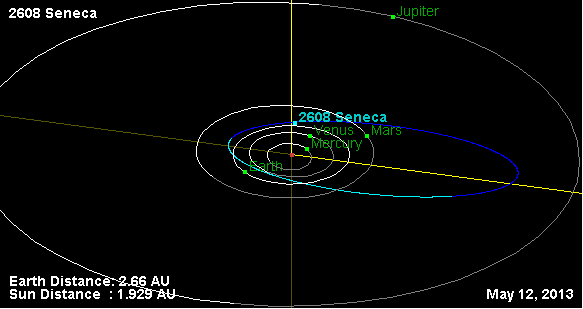
òrbita de l'asteroide (2608) Seneca.

(2608) Seneca és un asteroide que pertany al grup d'asteroides Amor i que fou descobert per Hans-Emil Schuster el 17 de febrer de 1978 des de l'Observatori de la Silla, Xile.

## Designació i nom
Seneca va ser designat al principi com 1978 DA.
Més tard va rebre per nom Seneca en honor del polític i escriptor romà Sèneca (4 aC–65).

## Característiques orbitals
Seneca està situat a una distància mitjana del Sol de 2,517 ua, podent acostar-s'hi fins a 1,079 ua i allunyar-se'n fins a 3,954 ua. La seva inclinació orbital és 14,68 graus i l'excentricitat 0,571. Empra 1458 dies a completar una òrbita al voltant del Sol.
Seneca és un asteroide proper a la Terra.

## Característiques físiques
La magnitud absoluta de Seneca és 17,52. Té un diàmetre de 0,9 km i un període de rotació de 8 hores. Té una albedo estimada de 0,21. Seneca està assignat al tipus espectral S de la classificació Tholen.